# Oncorhynchus clarkii clarkii
La trucha degollada es la especie Oncorhynchus clarkii clarkii, que más que una subespecie es el sinónimo aceptado de Oncorhynchus clarkii. Es un pez eurihalino marino y de agua dulce de la familia salmónidos, distribuidos por el noreste del océano Pacífico, desde la mitad de Alaska al norte de California, aunque también introducida por el hombre en algunos lagos y ríos del este de Norteamérica. Es el pez emblema del estado norteamericano de Montana.
Al menos catorce especies han sido históricamente reconocidas.

## Anatomía
La longitud máxima descrita fue de 99 cm, alcanzando la madurez sexual ente los 10 y los 18 cm, con un peso máximo publicado de 18,6 kg.
No presentan espinas en las aletas; el color del cuerpo es variable, generalmente entre verde-oscuro y azul-versoso en el dorso, verde oliva en los laterales y plateado en el vientre; lunares bajo la línea lateral y más numerosos por delante, siendo irregulares en el dorso; la cubierta de las branquias es de color rosado; los ejemplares capturados en el mar o emigrados al río recientemente tienen el vientre plateado azulado y los laterales de color amarillento.

## Hábitat y biología
Son peces anádromos que viven en el mar y remontan los ríos para desovar, prefiriendo en el mar la zona del fondo, a una profundidad entre 0 y 200 metros.
En los ríos prefieren las corrientes relativamente pequeñas, con fondos de grava y poca pendiente, donde los adultos en época de reproducción emigran para aparearse. Los juveniles permacen generalmente en el río uno o dos años antes de volver al mar, aunque algunas raras poblaciones nunca retornan al mar y permanecen muchos años en el río.
Se alimentan de pequeños peces, crustáceos e insectos.

## Importancia para el hombre
Su pesca es muy comercial, alcanzando un alto valor en el mercado, siendo también con este fin criado en acuicultura y para acuarios públicos; también ha sido reintroducido en algunos hábitats para pesca deportiva. La carne es de un color rojo-naranja y tiene un excelente sabor. Se suele comercializar fresco, siendo cocinado de muy diversas maneras.
Esta especie no compite bien con otras especies, tendiendo a hibridar, no aguantando bien la presión pesquera.